# 奥古斯都·菲利普斯

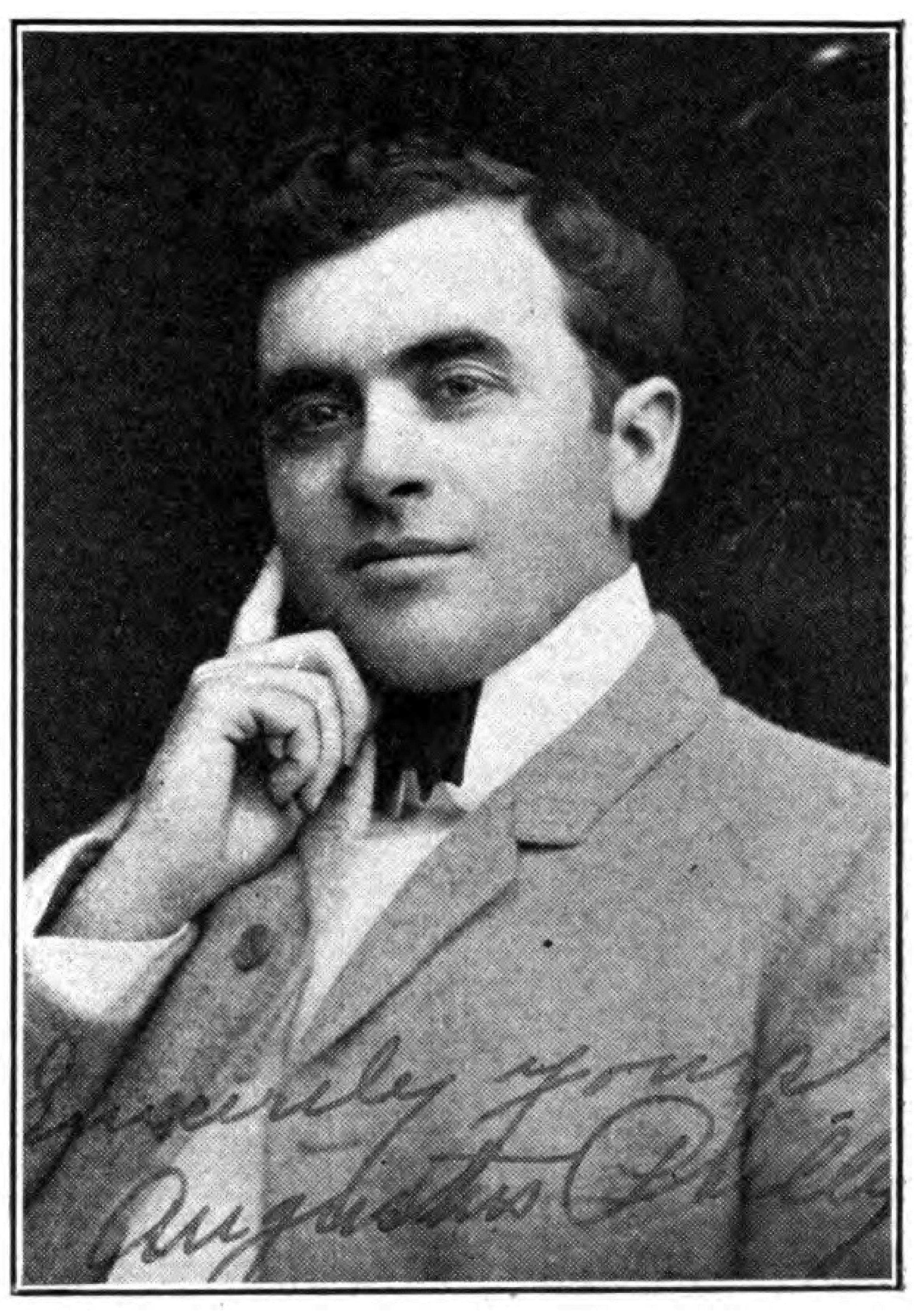
Augustus Phillips

奥古斯都·菲利普斯（英語：Augustus Phillips；1874年8月1日—1944年9月29日）是美国的一位演员。在1910到1921年间，他共出演了134部电影。其中，最有影响力的是1910年J. Searle Dawley指导的《科学怪人》，他在片中饰演弗兰肯斯坦博士。
菲利普斯出生于美国伦塞勒，去世于英国伦敦。